# Petar Zrinski
Petar Zrinski (en hongrois, Zrínyi Péter), né le 6 juin 1621 et mort le 30 avril 1671 est un ban et écrivain croate. Membre de la famille Zrinski, il a un rôle important dans la conspiration des Zrinski–Frankopan entre 1664 et 1670 qui entraîne son exécution pour trahison.

## Biographie
Petar Zrinski est né à Vrbovec, près de Zagreb. Il est le fils de Juraj V Zrinski et de Magdalena Szechy. Son père et son arrière-grand-père (Nikola Šubić Zrinski) ont été bans de Croatie, alors royaume uni à la Hongrie.
Il épouse Anna Katarina, la demi-sœur de Franjo Kristof Frankopan de la famille Frankopan, et vit dans le Château de Čakovec dans le Međimurje.

## Héritage

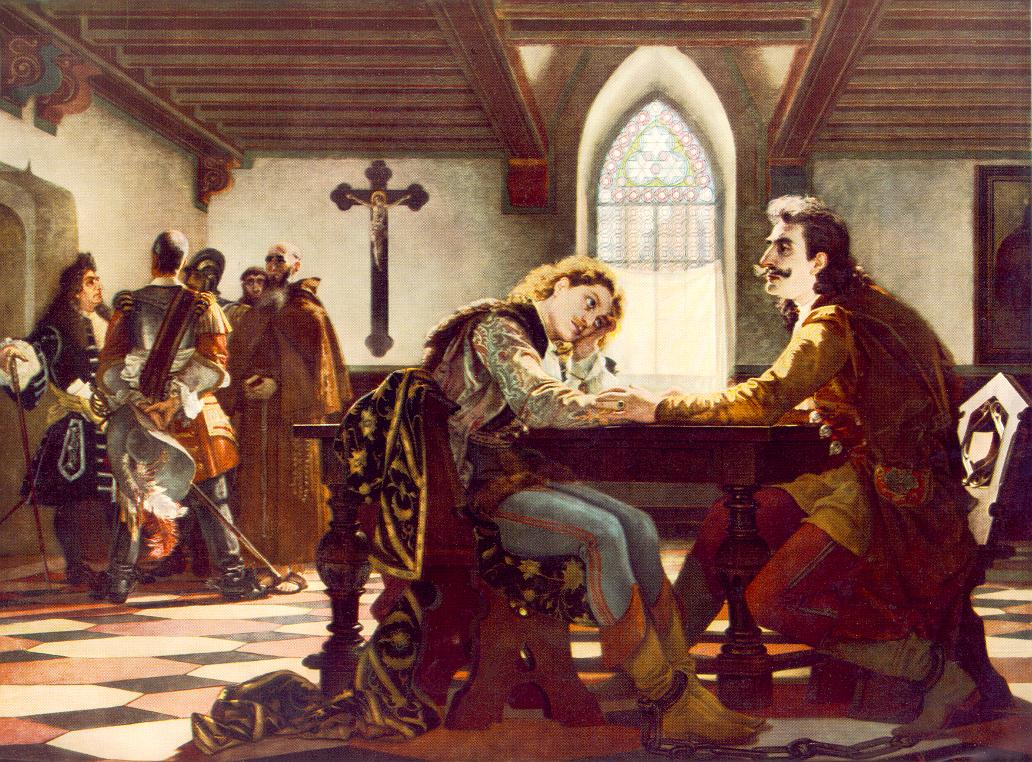
Petar Zrinski et Fran Krsto Frankopan

Les os de Zrinski et Frankopan ont été retrouvés en Autriche en 1907 et amenés à Zagreb en 1919 pour être inhumés dans la cathédrale de Zagreb.
Les portraits de Zrinski et Frankopan sont présents sur les billets de banque de 5 kunas sortis entre 1993 et 2001.